# Bartolomeo Panciatichi

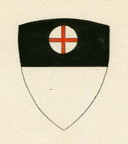
Stemma Panciatichi

Bartolomeo Panciatichi (Francia, 1507 – Firenze, 1582) è stato un umanista e politico italiano.

## Biografia
Fu figlio naturale del mercante, di origine pistoiese, Bartolomeo il Vecchio, proprietario della principale azienda commerciale fiorentina che operasse in Francia, a Lione, città di fiorenti iniziative commerciali e culturali, poiché al crocevia con la Svizzera, l'Italia e la Germania.
Il padre aveva finanziato le imprese militari di Luigi XII, che portarono alla provvisoria conquista del Ducato di Milano, e il giovane Bartolomeo, accolto come paggio alla corte di Francesco I, si formò culturalmente tanto a Lione che a Padova, il cui Studio frequentò dal 1529 al 1531, trascurando gli interessi commerciali dell'azienda che, alla morte del padre, lasciò alla cura dei parenti.
Fu amico di Jean de Vauzelles, abate di Montrottier, nominato da Margherita d'Angoulême, regina di Navarra e sua protettrice, maestro di suppliche; il de Vauzelles aderì al movimento spirituale francese del ritorno al Vangelo, promosso in Francia dal vescovo di Meaux, Guillaume Briçonnet, da Jacques Lefrèvre d'Étaples e da Louis de Berquin, e tradusse le opere religiose di Pietro Aretino, l'Umanità di Cristo e la Passione di Cristo, le cui prime copie furono mandate a Venezia nel 1539 dal Panciatichi al letterato italiano.
Nel 1534 Panciatichi sposò Lucrezia Pucci e si stabilì nel 1539 a Firenze, dove il 20 gennaio 1541 divenne membro dell'Accademia degli Umidi; il 31 gennaio fu scelto tra i riformatori dei suoi Statuti e nel 1545 il duca di Firenze Cosimo I de' Medici lo nominò console mandandolo nel 1549 in Francia, per riallacciare i rapporti con la monarchia francese retta allora da Enrico II e da Caterina de' Medici.
Qui Bartolomeo s'interessò alla Riforma protestante, portando a Firenze, nei circoli intellettuali che facevano capo a Benedetto Varchi, a Pier Francesco Riccio e a Marcantonio Flaminio, libri proibiti dalla Chiesa romana, come l'Institution de la religion chrétienne di Calvino.
Il 17 ottobre 1551 l'anabattista pentito Pietro Manelfi presentò all'inquisitore di Bologna una lunga lista di nomi di riformati, indicando, tra i fiorentini, anche «Maestro Bartolomeo Panzatico, luterano, et ha libri eretici». Furono 35 gli arrestati fra il dicembre 1551 e il gennaio del 1552: mentre quelli non nobili, vestiti dell'abitello giallo degli eretici, furono costretti, il 6 febbraio, a bruciare in piazza San Giovanni i libri proibiti e poi a mostrarsi per le vie di Firenze in processione, il Panciatichi uscì di prigione dietro pagamento di un riscatto; dovette promettere di non occuparsi più di questioni religiose al duca Cosimo, grande fautore della Controriforma cattolica, se pochi giorni dopo, il 24 febbraio, fu eletto consigliere dell'Accademia fiorentina.
Rientrato così nelle grazie della corte medicea, anche sposando per convenienza l'ex-amante di Cosimo I, Eleonora degli Albizzi. Riprese dunque la sua carriera politica: nel 1567 fu senatore, nel 1568 commissario a Pisa e nel 1578 a Pistoia.